# 제2차 세계 대전 연표 (1945년)
제2차 세계 대전 연표 (1945년)는 제2차 세계 대전 1945년 중 있었던 사건, 전투 등을 정리해 나타낸 연표이다.
- 1월: 영국군의 중재로 제1차 그리스 내전 종전
- 1월 16일: 히틀러가 서부 전선에서 베를린으로 귀환
- 1월 17일: 소련군이 폴란드 바르샤바를 점령
- 1월 25일: 벌지 전투가 독일군의 대패로 끝남
- 1월 27일: 소련군이 아우슈비츠 수용소를 해방하고 오데르강을 건넘
- 1월 30일: 히틀러가 최후의 라디오 연설을 함
- 2월 4일~2월 11일: 소련 크림반도 얄타 회담에서 스탈린, 루스벨트, 처칠이 독일 전후 처리 의논과 프랑스 점령 참가를 결정
- 2월 13일: 소련군이 부다페스트 포위전에서 승리하고 헝가리 부다페스트를 점령
- 2월 14일: 연합군이 드레스덴 폭격을 시행
- 2월 19일: 미군이 일본 오가사와라 제도의 이오섬에 상륙함
- 2월 23일: 미군이 이오섬 스비라치산에 성조기를 세움
- 3월 7일: 미군이 레메겐에서 라인강을 건너고 독일 쾰른을 점령함
- 3월 9일~3월 10일: 미군 폭격기가 일본 도쿄를 공습해 도쿄의 25%가 파괴되고 8만 명이 죽고 100만 명이 난민이 됨
- 3월 16일: 미군이 6,821명의 전사자를 내어 이오섬 대부분을 점령
- 3월 19일: 히틀러의 네로 명령으로 독일 전토를 파괴하고 초토화 작전을 명령
- 3월 26일: 최초로 미군의 피해가 일본군의 피해를 넘어선 끝에 이오섬이 완전히 점령됨
- 4월 1일: 미군이 일본 오키나와섬 가네나만으로 육군, 해군, 공군 합동 상륙작전을 펼침
- 4월 5일: 일본군이 오키나와에서 미군에게 기습 공격을 펼침
- 4월 5일: 텍셀 반란 발생
- 4월 12일: 미국 대통령 프랭클린 D. 루스벨트가 조지아주 윔스프링스에서 뇌출혈로 사망
- 4월 13일: 소련군이 오스트리아 빈을 점령
- 4월 16일: 소련군에 대항하여 독일군, 베를린 시민들이 베를린 공방전을 벌임
- 4월 20일: 히틀러가 베를린 총통 방공지하호에서 56번째 생일을 맞음
- 4월 22일: 소련군이 베를린 진입을 시작하고 히틀러가 베를린 잔류를 결정
- 4월 23일: 독일 공군 사령관 헤르만 괴링이 파면됨
- 4월 24일: 히틀러가 스웨덴의 중재로 미국, 영국과 단독 강화를 결정
- 4월 25일: 연합군과 소련군이 엘베강에서 합류함
- 4월 25일: 영국 공군이 오스트리아 잘츠부르크의 히틀러 산장을 맹폭격함
- 4월 27일: 연합군이 독일 브레멘을 점령함
- 4월 28일: 이탈리아의 베니토 무솔리니가 스위스로 도망치려다가 파르티잔에 붙잡혀 총살당함
- 4월 29일: 히틀러가 에바 브라운과 결혼하고 유서를 작성함
- 4월 29일: 이탈리아에 주둔한 모든 독일군이 항복함
- 4월 30일: 히틀러가 아내 에바 브라운과 함께 청산가리를 먹고 권총 자살함
- 4월 30일: 제국 의사당이 소련군에게 점령됨
- 4월 30일: 히틀러의 뒤를 이어 카를 되니츠가 총통이 되고 요제프 괴벨스가 수상이 됨
- 5월 초: 인도군 1개 사단이 미얀마에 상륙해 양곤을 탈환함
- 5월 1일: 제국 의사당 내부의 독일군들이 항복함
- 5월 1일: 요제프 괴벨스가 아내, 아이와 함께 자살함
- 5월 2일: 베를린 방어사령관 헬무트 바이틀링 포병 대장이 항복할 것을 명해 베를린 공방전이 종결됨
- 5월 4일: 독일군 항복 문서가 버나드 몽고메리의 사령부에서 조인됨
- 5월 5일: 영국군이 덴마크를 탈환함
- 5월 7일: 카를 되니츠가 항복 문서에 서명해 서부 전선의 모든 독일군이 항복함
- 5월 8일: 전투를 계속하던 빌헬름 몽케의 독일군들이 항복함
- 5월 9일: 소련군이 따로 항복을 받아 동부 전선의 모든 독일군이 항복함
- 5월 29일: 오키나와의 일본군 지휘부 슈리성이 미군에 함락됨
- 6월: 더글러스 맥아더의 미군이 일본군을 무찌르고 보르네오섬 북부를 탈환
- 6월 8일: 해리 S. 트루먼이 루스벨트의 뒤를 이어 대통령이 됨
- 6월 23일: 오후 4시 30분에 일본군 우시지마 미쓰루 중장과 죠 이사무 소장의 할복자살로 오키나와 전투가 종결됨
- 7월: 미군이 일본군을 무찌르고 보르네오섬 남부를 탈환
- 7월 26일: 영국 윈스턴 처칠의 보수당이 선거에서 패배해 노동당의 클레멘트 애틀리가 수상이 됨
- 7월 26일: 독일 포츠담 선언에서 트루먼, 처칠, 장제스가 일본의 항복에 대해 논의를 함
- 8월 6일: 미국의 원자폭탄 리틀보이가 일본 히로시마에 투하됨
- 8월 8일: 소련군이 일본에 선전 포고를 하고 만주국을 침공함
- 8월 9일: 미국의 두 번째 원자폭탄 팻 맨이 일본 나가사키에 투하됨
- 8월 10일: 일본 정부가 천황의 최고통치자 지위를 침해하지 않는다는 조건으로 항복 성명서를 보냈으나 연합군은 이를 거절함
- 8월 14일: 일본이 연합군의 요구를 받아들임
- 8월 15일: 미 전함 미주리호에서 시게미쓰 마모루 등 일본 대표단이 항복 문서에 서명함
- 8월 16일: 소련군 청진시 등에서 일본군 항복시킴.
- 9월 2일: 도쿄만에서 시게미쓰 마모루가 다시 히가시쿠니노미야 나루히코 왕의 외무상으로 미전함 USS MISSOURI(미주리호)에서  공식적으로 다시 항복 문서에 서명
- 9월 9일: 일본이 중국에 따로 항복하여 제2차 세계 대전이 공식적으로 종결